# 珠寶

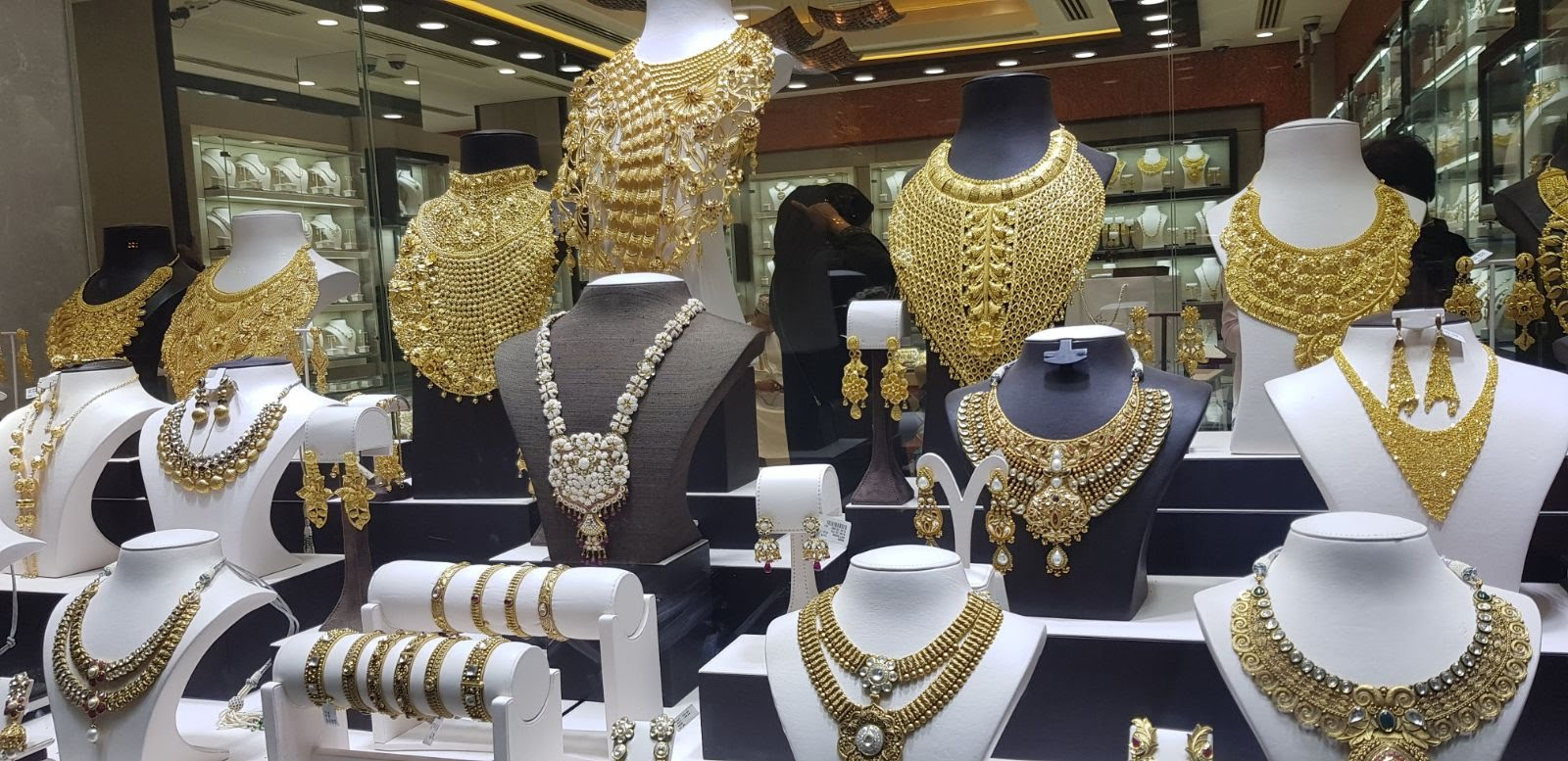
珠寶店櫥窗中陳列的珠寶首飾

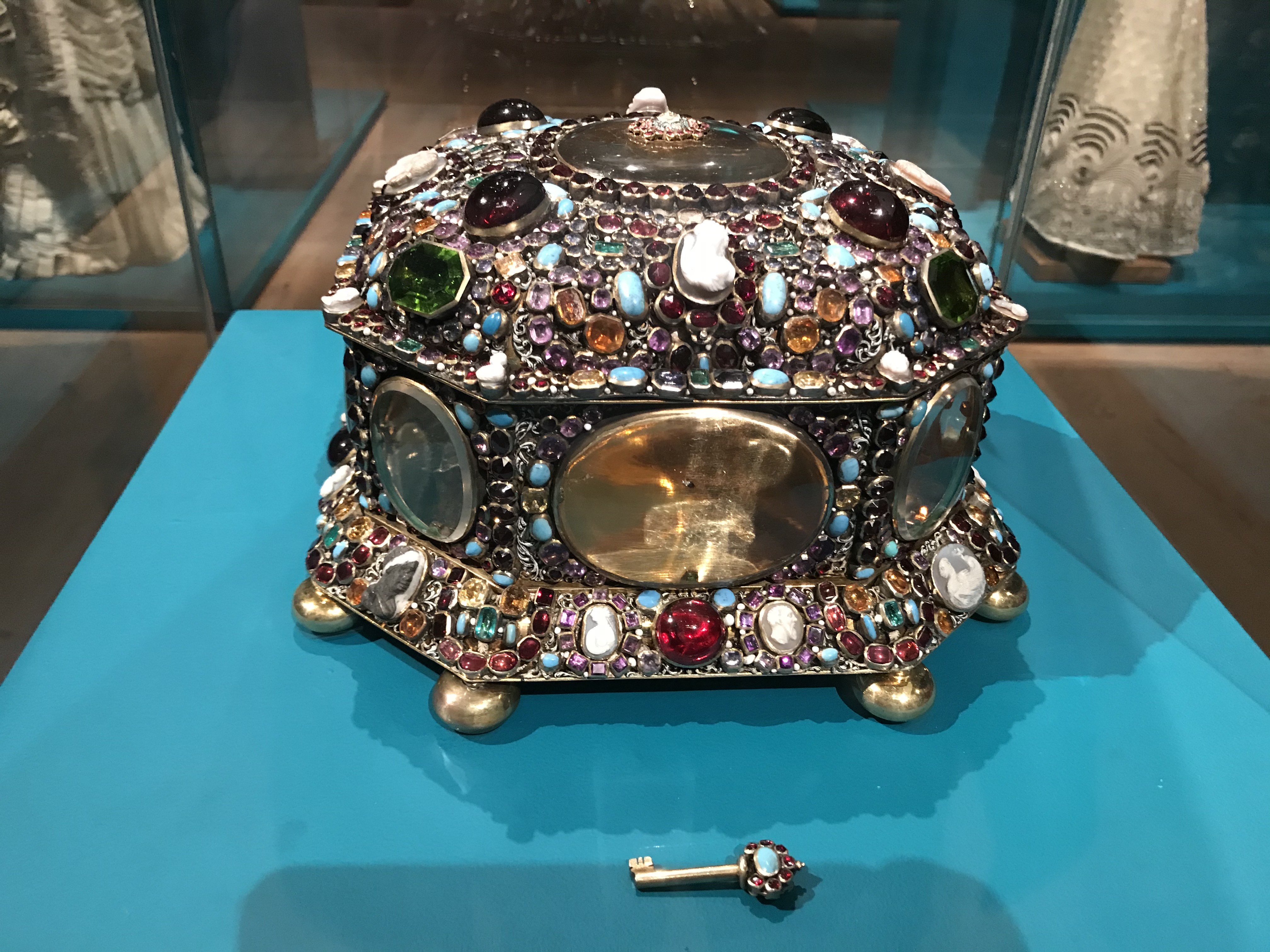
鑲滿各式寶石的珠寶盒

珠寶，是指裝飾用的飾物，諸如胸針、戒指、項鍊、耳環、墜飾、手鐲和袖釦等首飾，其中多是以寶石或半寶石鑲嵌在貴金屬上。追溯至人類的史前時期，已有將動物的牙、貝殼等物件用來裝飾。隨著人類社會的發展，珠寶由配飾用途更演變為具有宗教、戰略和社會階級象徵意義的物品，也包含在祈禱或服喪時，穿戴或攜帶的相似物品。到了19世紀，工業化把珠寶普及至中產階級。現代，珠寶已為普遍的裝飾用品。

## 材質區分
珠寶一般以材質區分為黃金、鉑金與銀等貴金屬，然後是無機的寶石和有機珠寶。其中黃金及白金又可區分為5k、9K、10k、12k、14K、18K、20k、22K以及24K幾個等級（所謂K就是以0.9999計算1/24的含量）。舉例來說，假設有一個一千克的K金，則含金量為：9k=375g、14k=585g、18k=750g、22k=916.6g，而24k就等於999.9g。

## 珠寶的分類
珠寶一般分為天然和人工寶石兩大類，天然珠寶又分為天然寶石、天然玉石和天然有機寶石三類，而人工寶石分為合成寶石、人造寶石、拼合寶石和再造寶石。

## 特徵
銀飾因為質地軟且易變色，因此通常會添加一些其他金屬來減少這類狀況。一般來說通常都是用925/1000的比例來製造，所以一般銀珠寶就是標準925銀，和金的區分法就有所不同。
最近幾年有新的金屬叫做玫瑰金，其實是加了紅銅的18k金，因為紅銅的顏色才使的黃金看起來有粉紅色，所以又叫粉紅金。2006年市场上則出现一种高纯度的白色黄金Au950，含黄金达950克/1000克。

## 售卖方式
一般在交易市场上珠宝的售卖方式有三种，分别是大型的专柜市场、零售专卖店和网络平台。在线购物平台面世之前交易珠宝的方式一般为线下的专柜以及典当行，但此时商品品质良莠不齐以及资讯不流通，导致消费者买到品质参差的商品甚至假货。电子购物平台面世后，人们可以在世界各地挑选不同国家以及地区的商品。